# Bulbine succulenta
Bulbine succulenta är en grästrädsväxtart som beskrevs av Robert Harold Compton. Bulbine succulenta ingår i släktet bulbiner, och familjen grästrädsväxter. Inga underarter finns listade i Catalogue of Life.